# Lettische Fußballnationalmannschaft (U-17-Juniorinnen)
Die lettische U-17-Fußballnationalmannschaft der Frauen repräsentiert Lettland im internationalen Frauenfußball. Die Nationalmannschaft untersteht dem Latvijas Futbola federācija und wird seit Mai 2020 von der ehemaligen Nationalspielerin Liene Vāciete trainiert.
Die Mannschaft wurde 2007 gegründet und nimmt seither an der Qualifikation zur U-17-Europameisterschaft für Lettland teil. Bislang ist es dem Team jedoch nie gelungen, sich für eine EM-Endrunde zu qualifizieren. Stattdessen scheiterte die lettische U-17-Auswahl jedes Jahr bereits in der ersten Qualifikationsrunde und belegte dort zumeist den letzten Tabellenplatz, häufig sogar punktlos. Im neuen Qualifikationssystem spielt Lettland in Liga B.

## Turnierbilanz

### Weltmeisterschaft
| Jahr   | Gastgeber           | Platzierung        |
| ------ | ------------------- | ------------------ |
| 2008   | Neuseeland          | nicht qualifiziert |
| 2010   | Trinidad und Tobago | nicht qualifiziert |
| 2012   | Aserbaidschan       | nicht qualifiziert |
| 2014   | Costa Rica          | nicht qualifiziert |
| 2016   | Jordanien           | nicht qualifiziert |
| 2018   | Uruguay             | nicht qualifiziert |
| 2021 1 | Indien 1            | – 1                |
| 2022   | Indien              | nicht qualifiziert |

### Europameisterschaft
| Jahr   | Gastgeber               | Platzierung            |
| ------ | ----------------------- | ---------------------- |
| 2008   | Schweiz                 | 1. Qualifikationsrunde |
| 2009   | Schweiz                 | 1. Qualifikationsrunde |
| 2010   | Schweiz                 | 1. Qualifikationsrunde |
| 2011   | Schweiz                 | 1. Qualifikationsrunde |
| 2012   | Schweiz                 | 1. Qualifikationsrunde |
| 2013   | Schweiz                 | 1. Qualifikationsrunde |
| 2014   | England                 | 1. Qualifikationsrunde |
| 2015   | Island                  | 1. Qualifikationsrunde |
| 2016   | Belarus                 | 1. Qualifikationsrunde |
| 2017   | Tschechien              | 1. Qualifikationsrunde |
| 2018   | Litauen                 | 1. Qualifikationsrunde |
| 2019   | Bulgarien               | 1. Qualifikationsrunde |
| 2020 2 | Schweden 2              | – 2                    |
| 2021 2 | Färöer 2                | – 2                    |
| 2022   | Bosnien und Herzegowina | Liga B 3               |
| 2023   | Estland                 | Liga B                 |